# Tử vong bất đáng
Tử vong bất đáng (còn gọi là tử vong bất kháng, tiếng Anh: Wrongful death, hay Wrongful death claim) là quyền kiện một người có thể chịu trách nhiệm về mặt pháp lý sau khi làm một người tử vong. Quyền này được đem ra trong một vụ kiện dân sự, thường là bởi những người thân của nạn nhân như đã được luật pháp liệt kê.